# Rokovnjaštvo
Rokovnjaštvo je bila oblika razbojništva v 18. in 19. stoletju, ki se je uveljavilo zlasti na Gorenjskem.
Simbol rokovnjačev je bila v brinovem dimu posušena odsekana otroška roka, zato so ljudje mislili, da imajo nadnaravno moč in so se jih bali. Rokovnjači so živeli v trdno urejeni skupnosti, središče so imeli ob stičišču kranjsko-štajersko-koroške meje nad izvirom Savinje in predvsem Kamniške Bistrice, kjer se nad planinskim domom nahajajo t. i. Nandetove jame. Rokovnjači so se sporazumevali s posebno govorico, rokovnjaščino.
Drugo središče rokovnjačev je bilo v Udin borštu severno od Kranja. Večino članov te skupine so sestavljali vojaški ubežniki, v svojih vrstah pa so imeli tudi ženske, otroke in starejše. Njihovi privrženci in pomočniki so bili tudi v mestih, trgih in vaseh. V času pred Ilirskimi provincami se je njihovo število zelo povečalo, njihovi roparski pohodi so bili vse drznejši, prišli so tudi pred Ljubljano.
Francozi so rokovnjaštvo poskušali zatreti. 30. januarja 1810 so usmrtili nekaj ujetih rokovnjačev, ki so jih zajeli po napadih na Učaku in po ostalih krajih Črnega grabna. Do 1820 je rokovnjaštvo nekoliko pojenjalo, od leta 1825 do 1843 pa se je ponovno razmahnilo. Tedaj so bili na Gorenjskem zelo znani rokovnjači Veliki Groga (po njem se še danes imenuje gostilna Pri Grogu v Kamniku, po pripovedovanju naj bi se v tej gostilni rokovnjači zbirali), Dimež in Črni Jurij.
V letih 1848 do 1853 je nastopilo tretje obdobje rokovnjaštva. Leta 1853 jih je vojska dokončno uničila. Na Kranjskem se je uveljavilo orožništvo, ki je uvedlo red in mir.
Tako kot Erazem Predjamski, so tudi rokovnjači slovenska ustreznica evropskim ljudskim junakom: tirolskemu Andreju Hoferju, angleškemu Robinu Hoodu, slovaškemu in poljskemu Janošiku, srbskim hajdukom, italijanskemu Fra Diavolu itd.

## Etimologija
Beseda rokovnjač etimološko ni zadovoljivo pojasnjena. Morda je izpeljana iz besede uròk v pomenu uročīti. Če je domneva pravilna, beseda odraža ljudsko prepričanje, po katerem naj bi imeli rokovnjači posebno moč, ki jih pri hudodelstvih naredi nevidne. Levstik pa izvaja besedo iz róka, ki temelji na ustnem izročilu, po katerem naj bi rokovnjači otrokom sekali roke in si z njimi v temi svetili.  

## Roparji in rokovnjači v slovenski književnosti
- Jakob Alešovec, Sicherl, vulgo Dimež, der Schrecken von Krain (1863/64) (ljudska igra)
- Josip Jurčič, Janko Kersnik, Rokovnjači (LZ 1881)
- Črni bratje (1882)
- Roparsko življenje (1884, 1895)
- Charles Nodier: Ivan Žbogar (1886)
- Hedvika, banditova nevesta: Povest iz sedemnajstega stoletja (1886, 1903)
- Miroslav Malovrh, Tolovajski glavar Jurij Skopec (1903)
- Rinaldo Rinaldini: Zanimiva roparska povest (1907)
- Miroslav Malovrh, Zadnji rodovine Benalja (1909)
- Fra Diavolo, povest iz roparskega življenja (1910, 1923)
- Musolino, glasoviti italijanski ropar (1921)
- Peter Bohinjec, Pod krivo jelko: Povest iz časov rokovnjačev na Kranjskem (1923)
- Gustav Strniša, Francozi in rokovnjači (1930)
- Januš Golec: Guzaj: Ljudska povest (1931); Davorin Petančič: Guzaj: Igra v petih dejanjih (1933)
- Gustav Strniša, Zadnji rokovnjač (1933)
- Janez Gregorin, Zavetje v pečevju (1941/42)
- Anton Cerar Danilo, Dimež: Zgodovinska povest iz preteklega stoletja (1945); Dimež, strah kranjske dežele (ljudska igra s petjem v šestih slikah, 1911)
- Ernest Tiran: Razbojnik Guzaj (1995)